# Arrondissement de Dakar Plateau
Das Arrondissement de Dakar Plateau ist eines der vier Arrondissements, in die das Département Dakar gegliedert ist, das seinerseits deckungsgleich ist mit dem Stadtgebiet der Metropole Ville de Dakar, der Hauptstadt Senegals. Das Arrondissement umfasst fünf Stadtbezirke, denen jeweils der Status einer Gemeinde (commune) zukommt.

## Geografie
Das Arrondissement liegt im Süden der Cap-Vert-Halbinsel und umfasst den Stadtkern und die ältesten Stadtteile der Metropole. Das Arrondissement hat nach Angaben zum Zensus 2023 eine Fläche 14,426 km² (zuvor 14,7 km²).

## Bevölkerung

Arrondissements und Stadtbezirke in Dakar

Die letzten Volkszählungen ergaben für das Arrondissement jeweils folgende Einwohnerzahlen:
| Stadtbezirk                | Fläche km² | Einwohner 2002 | Einwohner 2013 | Einwohner 2023 |
| -------------------------- | ---------- | -------------- | -------------- | -------------- |
| Gorée                      | 0,182      | 979            | 1.680          | 1.691          |
| Dakar Plateau              | 5,354      | 32.795         | 34.713         | 34.951         |
| Médina                     | 2,339      | 129.470        | 81.982         | 82.544         |
| Gueule Tapée-Fass-Colobane | 2,028      | 54.548         | 52.269         | 59.227         |
| Fann-Point E-Amitié        | 4,523      | 17.759         | 18.841         | 20.115         |
| Arrondissement zusammen    | 14,426     | 235.551        | 189.485        | 198.528        |